# Wassa Amenfi West
Wassa Amenfi West är ett distrikt i Ghana.   Det ligger i regionen Västra regionen, i den sydvästra delen av landet, 250 km väster om huvudstaden Accra.